# HMS Monmouth (1796)
Pour les autres navires du même nom, voir HMS Monmouth.

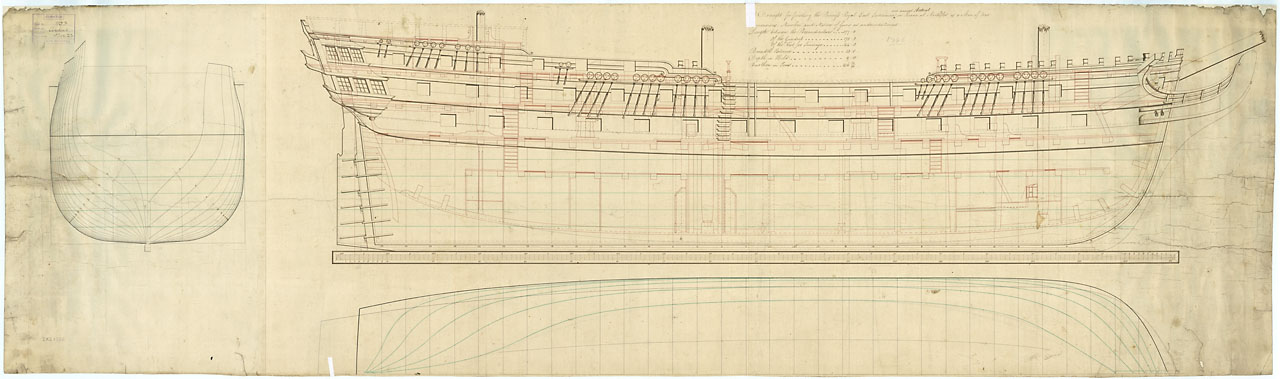
Plan du HMS Monmouth datant de 1795.

Le HMS Monmouth est un vaisseau de ligne de 3e rang portant 64 canons en service dans la Royal Navy, lancé le 23 avril 1796 à Rotherhithe. Initialement conçu et construit pour la compagnie anglaise des Indes orientales, il est acheté par la marine britannique après le début des guerres de la Révolution française. Il combat à la bataille de Camperdown et durant les guerres napoléoniennes. Désarmé en 1815, il est détruit en 1834.